# Galatéa Bellugi

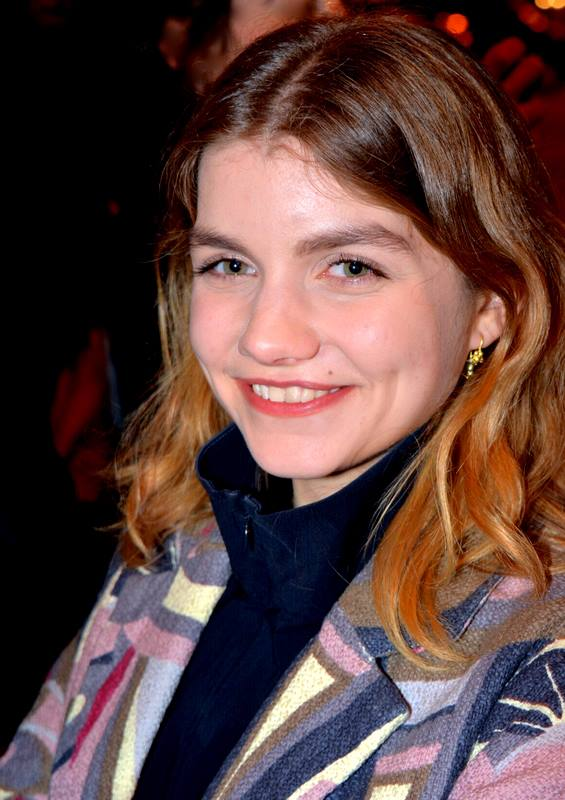
Galatéa Bellugi (2017)

Galatéa Bellugi (* 1997 in Paris als Galatéa Kraghede-Bellugi) ist eine französische Schauspielerin.

## Leben
Galatéa Bellugi ist die Tochter des italienischen Bühnenbildners Duccio Bellugi-Vannuccini und einer dänischen Kostümbildnerin. Ihre ältere Schwester ist die Schauspielerin Alba Gaïa Bellugi. Durch die Arbeit ihrer Eltern war sie bereits während ihrer Jugend am Théâtre du Soleil beschäftigt. Von 2015 bis 2016 studierte sie Filmwissenschaften an der Universität Montreal.
Bereits in ihrer Kindheit gab Bellugi 2005 ihr Leinwanddebüt in einer kleinen Nebenrolle als junge Tochter in der von Jérôme Bonnell inszenierten Komödie Les yeux clairs. Seit 2014 ist sie regelmäßig in französischen Filmen zu sehen, so spielte sie in Schiffbruch mit verrückter Hoffnung, Die Lebenden reparieren und Keeper mit. Für ihre Darstellung der Anna in dem von Xavier Giannoli inszenierten Drama Die Erscheinung wurde sie beim César 2019 als Beste Nachwuchsdarstellerin nominiert.

## Filmografie (Auswahl)
- 2005: Les yeux clairs
- 2010: Sie weint nicht, sie singt (Elle ne pleure pas, elle chante)
- 2014: Schiffbruch mit verrückter Hoffnung (Les naufragés du fol espoir)
- 2015: Keeper
- 2016: Die Lebenden reparieren (Réparer les vivants)
- 2018: Die Erscheinung (L’Apparition)
- 2019: Une jeunesse dorée
- 2019: Adèle
- 2021: Tralala
- 2021: Bedrängt, bedroht, belästigt – 24 Frauen, 24 Geschichten
- 2021: Diario di spezie
- 2022: Amanda
- 2023: Schrottplatzköter (Chien de la casse)
- 2023: Geliebte Köchin (La passion de Dodin Bouffant)
- 2024: Gloria!